# 무스타파 엘 하다오위
무스타파 엘 하다오위(아랍어: مصطفى الحداوي, Mustapha Hadji , 1961년 7월 28일, 모로코 카사블랑카 ~ )은 은퇴한 모로코의 축구 선수이다. 그는 모로코 축구 국가대표팀으로 출전하여 90경기 4골을 기록하였으며 1986년, 1994년, 두 번의 월드컵에 출전하였다. 또한 그는 1984년 하계 올림픽에도 출전한 적이 있다.